# Michal Schlegel
Michal Schlegel (ur. 31 maja 1995 w Uściu nad Orlicą) – czeski kolarz szosowy. Olimpijczyk (2020).

## Osiągnięcia
2013
- 1. miejsce w mistrzostwach Czech juniorów (jazda indywidualna na czas)

2014
- 2. miejsce w mistrzostwach Czech U23 (jazda indywidualna na czas)

2015
- 3. miejsce w mistrzostwach Czech U23 (jazda indywidualna na czas)
- 1. miejsce w klasyfikacji młodzieżowej Troféu Joaquim Agostinho
- 1. miejsce w klasyfikacji młodzieżowej Czech Cycling Tour
- 3. miejsce w East Bohemia Tour
  - 1. miejsce w klasyfikacji młodzieżowej

2016
- 2. miejsce w Gran Premio Palio del Recioto
- 1. miejsce w mistrzostwach Czech U23 (jazda indywidualna na czas)
- 1. miejsce w mistrzostwach Czech U23 (start wspólny)
- 1. miejsce w klasyfikacji młodzieżowej Czech Cycling Tour

2017
- 1. miejsce w klasyfikacji młodzieżowej Tour of Croatia
- 3. miejsce w Grand Prix Priessnitz spa
- 1. miejsce w klasyfikacji młodzieżowej Czech Cycling Tour

2019
- 2. miejsce w Tour Alsace
  - 1. miejsce na 3. etapie

2021
- 3. miejsce w GP Slovenia
- 1. miejsce w Małopolskim Wyścigu Górskim
  - 1. miejsce na 1. etapie
- 3. miejsce w Oberösterreichrundfahrt
  - 1. miejsce w klasyfikacji punktowej
  - 1. miejsce na 2. etapie
- 3. miejsce w Sibiu Cycling Tour
- 1. miejsce w Visegrad 4 Bicycle Race Grand Prix Hungary

## Rankingi
| Rok              | 2014 | 2015 | 2016 | 2017 | 2018  | 2019 | 2020 | 2021 | 2022  | 2023  | 2024  |
| ---------------- | ---- | ---- | ---- | ---- | ----- | ---- | ---- | ---- | ----- | ----- | ----- |
| World Ranking    |      |      | 842. | 446. | 1404. | 459. | 756. | 287. | 1970. | 1354. | 3328. |
| UCI Europe Tour  | 660. | 416. | 541. | 292. | 944.  | 357. | 605. | 242. | 1262. | -     | -     |
| UCI America Tour | -    | 195. | -    | -    | -     |      |      |      |       |       |       |
|                  |      |      |      |      |       |      |      |      |       |       |       |
| Źródło: UCI      |      |      |      |      |       |      |      |      |       |       |       |